# رايسا ليال
جوليا رايسا مينديز ليال (من مواليد 4 يناير 2008) لاعبة تزلج على اللوح برازيلية فازت بالميدالية الفضية خلال أول حدث التزلج على اللوح للسيدات في الألعاب الأولمبية الصيفية 2020، وذهبت الميدالية الذهبية إلى اليابانية موميجي نيشيا البالغة من العمر 13 عامًا أيضًا والتي حققت 15.26 نقطة، وذهبت البرونزية إلى اليابانية فونا ناكاياما البالغة 16 عامًا بحصولها على 14.49 نقطة. أصبحت رايسا البالغ من العمر 13 عامًا و 6 أشهر من مارانهاو بالميدالية الفضية في التزلج أصغر حاملة ميدالية أولمبية برازيلية على الإطلاق.

## نشأتها
وُلدت رايسا ليال في إمبراتريز، ثاني أكبر مدينة في مارانهاو، بين الالتزام في حياتها الدراسية وممارسة هوايتها في التزلج. بدأت تدريب هذه الرياضة في سن السادسة، بعد أن حصلت على أول لوح تزلج لها في عيد ميلادها السادس، هدية من صديقة للعائلة.
قبل أولمبياد 2020 انتشر مقطع فيديو لرايسا وهي البالغ من العمر 7 سنوات على تطبيق فاين في عام 2015. في الفيديو ويظهر محاولة وسقط رايسا أثناء القفز فوق مجموعة من السلالم بعد محاولتين فاشلتين. والجدير بالذكر أنها كانت ترتدي ما كان يسمى حينها بـ "الأميرة الجنية" فستان أزرق لامع وجوارب بيضاء. سرعان ما تم الاحتفال بالفيديو على الإنترنت ، خاصة بعد أن شاركه أسطورة التزلج توني هوك مع معجبيه.